# كانتون ماكارا
كانتون ماكارا (بالإنجليزية: Macará Canton)‏ هو كانتون في الإكوادور، يتبع مقاطعة لوخا، بلغ عدد سكانه 21901 نسمة، عاصمته ماكارا ‏، تبلغ مساحته 575 كيلومتر مربع.